# Молоко
„Молоко“ (на английски: Moloko, məˈloʊkoʊ/) e електропоп/трип-хоп дуо от Шефилд, Англия, с членове Ройшийн Мърфи и Марк Брайдън.

## Име на групата
Името на групата е вдъхновено от романа „Портокал с часовников механизъм“ на Антъни Бърджес, където „moloko“ е част от жаргонен език, смесица между руски и английски, и в действителност означава мляко на руски. Всъщност в романа „moloko“ е нищо повече от името на млечна напитка, която Алекс и другарите му консумират смесена с наркотици. (Друга група от Шефилд Heaven 17 също заема името си от романа, когато се сформират 1980).

## История
Мърфи е родена в Арклоу, Ирландия и до създаването на групата няма никакъв професионален опит като певица. Брайдън от своя страна има богата история в сферата на танцувалната музика като ремиксатор и член на поп/хаус проектите House Arrest и Cloud 9. Те се запознават на парти в Шефилд, когато Мърфи отива при Брайдън заговаряйки го с думите „Харесваш ли прилепналият ми пуловер? Виж колко ми отива!“ („Do you like my tight sweater? See how it fits my body!“). По-късно първото изречение ще се превърне в името на техния дебютен албум, записан докато те започват да имат интимни отношения.
Първите им два албума „Do You Like My Tight Sweater“ и „I Am Not a Doctor“ привличат вниманието на мнозина от некомерсиалната денс сцена. Moloko стават известни с песента си „Sing It Back“, от албума „I Am Not a Doctor“, която е ремиксирана от хаус продуцента Борис Длугош. Песента се оказва изключителен хит в Ибиса и точно ремиксираната версия стига чак до топ 5 в британската класация за сингли, подпомогната и от заинтригуващо психиделично видео, в което Мърфи носи къса металикова рокля и шапка. Впоследствие „Sing It Back“ е включена в 110 различни музикални компилации.
2000 Moloko тръгват на турне като цяла група, включвайки перкусиониста Пол Слоули, кийбордиста Еди Стивънс и китариста Дейв Куук.
Групата има успех в класациите с „The Time Is Now“, първият сингъл от третия им албум „Things to Make and Do“. Този албум разчита по-малко на електронните бийтове и повече на естествените инструменти.
Мърфи и Брайдън приключват интимната си връзка през 2001 година. След раздялата си, те записват и издават още един албум Statues. Този албум продължава задълбочаването им в традиционната инструменталистика, използвайки също така и множество електронни елементи от по-ранните им издания. Общата тематика на албума отразява раздялата на членовете на дуото: всички текстове са за проблемни връзки или раздели.
2004 Молоко издават и лайв DVD „11 000 Clicks“, записано в Brixton Academy, и съдържащо едни от най-известните им песни, сред които „Indigo“, „Sing It Back“ и „The Time Is Now“.
След като приключват с турнето в подкрепа на албума „Statues“, Moloko се разделят и Мърфи започва своята соло кариера. Въпреки това, 2006 Мърфи и Брайдън, заедно с китариста на групата Куук, свирят някои от най-добрите им песни за акустично радио предаване, част от кампанията по популяризирането на бест албума „Catalogue“. Въпреки че и двамата активно се занимават със самостоятелни проекти и са заявили, че нямат никакви планове свързани с Moloko, Мърфи все пак винаги отбелязва, че групата не се е разпаднала, а е просто в почивка с неустановена продължителност, и тя самата не е заинтересована този проект да се „погребе“.
Рошийн Мърфи е с два соло студийни албума зад гърба си, а Марк Бъртън се занимава с редица по-малко проекти в собственото си студио.

## Дискография

### Албуми
Do You Like My Tight Sweater? (1995)
1. „Fun for Me“ – 5:08
2. „Tight Sweater“ – 0:15
3. „Day for Night“ – 5:23
4. „I Can't Help Myself“ – 5:44
5. „Circus“ – 0:19
6. „Lotus Eaters“ – 7:32
7. „On My Horsey“ – 0:34
8. „Dominoid“ – 4:11
9. „Party Weirdo“ – 7:01
10. „Tubeliar“ – 0:25
11. „Ho Humm“ – 5:38
12. „Butterfly 747“ – 4:30
13. „Dirty Monkey“ – 0:23
14. „Killa Bunnies“ – 2:19
15. „Boo“ – 5:47
16. „Where is the What if the What is in Why?“ – 4:16
17. „Who Shot the Go-Go Dancer?“ – 6:58

I Am Not a Doctor (1998)
1. „The Flipside“
2. „Knee Deepen“
3. „Blink“
4. „Stylophone Pet“
5. „Downsized“
6. „Sorry“
7. „Sing It Back“
8. „Pretty Bridges“
9. „Be Like You“
10. „Caught in a Whisper“
11. „Dr. Zee“
12. „The Id“
13. „Tatty Narja“
14. „Over My Head“
15. „Should've Been, Could've Been“
16. „The Flipside“ (Pigs in Space Remix) (бонус песен)

Things to Make and Do (2000)
1. „Radio Moscow“
2. „Pure Pleasure Seeker“
3. „Absent Minded Friends“
4. „Indigo“
5. „Being Is Bewildering“
6. „Remain the Same“
7. „A Drop in the Ocean“
8. „Dumb Inc.“
9. „The Time Is Now“
10. „Mother“
11. „It's Your Problem“
12. „It's Nothing“
13. „Bingo Massacre“
14. „Somebody Somewhere“
15. „Just You and Me Dancing“
16. „If You Have a Cross to Bear You May as Well Use It as a Crutch“
17. „Keep Stepping“
18. „Sing It Back (Boris' Musical Mix)“

All Back to the Mine (2001)
- CD 1

1. „The Time Is Now“ (DJ Plankton Mix) – 10:31
2. „The Flipside“ (Herbert's Surround Sound Mix) – 6:42
3. „Pure Pleasure Seeker“ (Todd Edwards Pleasure For Life UK Vocal) – 7:00
4. „Dominoid“ (Panty Sniffer Mix) – 7:16
5. „Sing It Back“ (Mousse T's Feel Love Mix) – 6:05
6. „Indigo“ (Robbie Rivera's Dark Mix) – 7:34
7. „Pure Pleasure Seeker“ (Oscar G's Cuba Libre Dub) – 5:34
8. „The Flipside“ (Swag's Mocoder Dub) – 5:14
9. „Knee Deepen“ (Salt City Orchestra Edit) – 4:48
10. „Sing It Back“ (Can 7 1930's Mix) – 2:17

- CD 2

1. The Time Is Now (Bambino Casino Mix) – 7:06
2. Lotus Eaters (Ashley Beedle's Funk In Your Neighbourhood Mix) – 4:49
3. Party Weirdo (Wackdown Mix) – 6:16
4. Fun For Me (Plankton's Pondlife Mix) – 6:02
5. Indigo (All Seeing I Glamoloko Edit) – 4:29
6. Lotus Eaters (Luke Vibert's Plug Mix) – 6:44
7. The Flipside (DJ Krust Dub) – 3:02
8. Where Is The What If The What Is In Why? (Wonderbook Remix) – 6:22
9. Pure Pleasure Seeker (Pizzicato Mix) – 7:06
10. Day For Night (Quarter Master Mix) – 5:10
11. The Time Is Now (FK's Blissed Out Dub) – 10:27

Statues (2003)
1. „Familiar Feeling“
2. „Come On“
3. „Cannot Contain This“
4. „Statues“
5. „Forever More“
6. „Blow X Blow“
7. „100%“
8. „The Only Ones“
9. „I Want You“
10. „Over & Over“
11. „Familiar Feeling“ (Timo Maas Main Mix) (бонус за Япония)
12. „Familiar Feeling“ (Martin Buttrich Remix) (бонус за Япония)

### Сингли
- 1995 „Where Is The What If The What Is In Why?“
- 1995 „The Moloko EP“
- 1995 „Fun For Me“ (UK #36)
- 1996 „Dominoid“ (UK #65)
- 1996 „Day For Night“
- 1998 „The Flipside“ (UK #53)
- 1998 „Sing It Back“ (UK #45)
- 1999 „Sing It Back“ (re-release) (UK #4)
- 2000 „The Time Is Now“ (UK #2)
- 2000 „Pure Pleasure Seeker“ (UK #21)
- 2000 „Indigo“ (UK #51)
- 2003 „Familiar Feeling“ (UK #10)
- 2003 „Forever More“ (UK #17)
- 2003 „Cannot Contain This“
- 2005 „A Style Suite“

### Видео клипове
Този списък съдържа само официални видеоклипове на групата:
- „Where Is The What If The What Is In Why?“YouTube
- „Fun For Me“ YouTube
- „Dominoid“ YouTube
- „The Flipside“ YouTube
- „Sing It Back“ YouTube
- „The Time Is Now“ YouTube
- „Pure Pleaser Seeker“ YouTube
- „Familiar Feeling“ YouTube
- „Forever More“ YouTube